# Adriaen Brouwer
Adriaen Brouwer] (ok. 1605 – januar 1638) je bil flamski slikar, dejaven v Flandriji in Nizozemski republiki v prvi polovici 17. stoletja. Brouwer je bil pomemben inovator žanrskega slikarstva s svojimi živimi upodobitvami kmetov, vojakov in drugih posameznikov 'nižjega razreda', ki so se v gostilnah ali na podeželju ukvarjali s pitjem, kajenjem, igranjem kart ali kockanjem, bojevanjem, ustvarjanjem glasbe itd. Brouwer je prispeval k razvoju žanra tronijev, tj. študij glave ali obraza, ki raziskujejo različne izraze. V zadnjem letniku je ustvaril nekaj pokrajin tragične intenzivnosti. Brouwerjevo delo je pomembno vplivalo na naslednjo generacijo flamskih in nizozemskih žanrskih slikarjev. Čeprav je Brouwer ustvaril le malo del, sta jih zbrala nizozemska mojstra Peter Paul Rubens in Rembrandt.

## Življenje
Še vedno obstajajo številna nerazrešena vprašanja o zgodnjem življenju in karieri Adriaena Brouwerja. Zgodnji nizozemski biograf Arnold Houbraken je v svoje Veliko gledališče nizozemskih slikarjev (De groote schouburgh der Nederlantsche konstschilders en schilderessen) 1718–1719 vključil več napačnih izjav in domišljijskih zgodb o Brouwerju. Najbolj očitna Houbrakenova napaka je bila, da je Brouwerjev rojstni kraj postavil v Haarlem na Nizozemskem in identificiral Fransa Halsa kot njegovega gospodarja.
Danes je splošno sprejeto, da se je Brouwer rodil v Oudenaardeju v Flandriji leta 1605 ali 1606. Njegov oče, ki se je prav tako imenoval Adriaen, je delal kot oblikovalec tapiserij v Oudenaardeju, takrat pomembnem središču za proizvodnjo tapiserij v Flandriji. Oče je umrl v revščini, ko je bil Adriaen mlajši star le 15 ali 16 let. Brouwer je do takrat že zapustil očetov dom.
Brouwer je delal v Antwerpnu leta 1622. Do marca 1625 je bil zabeležen v Amsterdamu, kjer je prebival v gostilni slikarja Barenda van Somerena, še enega flamskega umetnika, ki se je naselil na Nizozemskem. Brouwer je nadalje zapisan 23. julija 1626 kot notarska priča, ko je podpisal izjavo Barenda van Somerena in Adriaena van Nieulandta o prodaji slik v Amsterdamu. Možno je, da je takrat že živel v Haarlemu. Bil je aktiven v zbornici za retoriko 'De Wijngaertranken' v Haarlemu. Geslo tega ljubiteljskega literarnega krožka je bilo: »Zaljubljen nad vse«.
Leta 1631 se je Brouwer vrnil v rodno Flandrijo, kjer je bil vpisan kot mojster v antwerpenskem cehu sv. Luke, še preden je postal revež Antwerpna. Umetnik je do svoje prezgodnje smrti živel in delal v Antwerpnu. Umetnikovo ime se redno pojavlja v zapisih Antwerpna, običajno v povezavi z dogovori za njegove različne dolgove.
Leta 1633 je bil Brouwer zaprt v antwerpnski citadeli. Razlog za zaprtje ni jasen. Verjetno je šlo za utajo davkov ali pa iz političnih razlogov, ker so ga lokalne oblasti morda imele za vohuna za Nizozemsko republiko. Upravljanje pekarne v trdnjavi v Antwerpnu je bilo v rokah peka Joosa van Craesbeecka. Domneva se, da sta se Brouwer in van Craesbeeck v tem času spoznala. Na podlagi informacij, ki jih je v svoji knjigi Het Gulden Cabinet van Craesbeeck ponudil sodobni flamski biograf Cornelis de Bie, naj bi postal Brouwerjev učenec in najboljši prijatelj. Njun odnos je de Bie opisal kot Soo d'oude songhen, soo pypen de jonghen ('Kot so stari peli, tako mladi žvrgolijo'). Zdi se, da slogovne podobnosti van Craesbeeckovega zgodnjega dela z Brouwerjevim delom potrjujejo tako naučenost.
26. aprila 1634 se je Adriaen Brouwer nastanil v hiši uglednega graverja Paulusa Poncija, saj sta postala tesna prijatelja. Istega leta sta se pridružila lokalni zbornici retorike Violieren. Domneva se, da je Brouwerjeva slika z naslovom Debeluh ali Luxuria (Mauritshuis), ki morda predstavlja smrtni greh poželenja, hkrati portret Paulusa Pontiusa.
Zgodnji biografi opisujejo, kako so Adriaen Brouwer in njegovi prijatelji umetniki večino časa preživeli v lokalnih gostilnah. Brouwer je naslikal prizor v gostilni z naslovom Kadilci, ki je vključeval avtoportret skupaj s portreti Jana Cossiersa, Jana Lievensa, Joosa van Craesbeecka in Jana Davidsza de Heema (ok. 1636, Metropolitanski muzej umetnosti, New York). Prikazana je družba prijateljev, ki sedijo za mizo in kadijo. Brouwer je figura v sredini, ki je obrnjena proti gledalcu. Ta vrsta skupinskega portreta se podvaja kot predstavitev enega od petih čutov (v tem primeru čuta za okus).
Kljub poročanju o njegovem razuzdanem življenjskem slogu in njegovi naklonjenosti temam nizkotnega življenja so Brouwerja njegovi kolegi zelo spoštovali, kar dokazuje dejstvo, da je imel Rubens v času svoje smrti 17 Brouwerjevih del, od katerih je bilo vsaj eno pridobljeno preden je Rubens osebno spoznal Brouwerja. Rembrandt in Titus van Rijn sta imela v svoji zbirki tudi Brouwerjeve slike.
Leta 1635 je Brouwer vzel Jan-Baptista Dandoya (aktiven 1631–1638) kot svojega edinega uradno registriranega učenca. Januarja 1638 je Adriaen Brouwer umrl v Antwerpnu. Nekateri zgodnji biografi so njegovo zgodnjo smrt povezovali z njegovim zabavnim načinom življenja in zlorabo alkohola. Houbraken pa njegovo smrt pripisuje kugi. Dokaz za slednje je, da so bili prvotno njegovi posmrtni ostanki pokopani v skupnem grobu. Mesec dni po njegovi smrti 1. februarja 1638 je bilo njegovo truplo po slovesnem obredu, na pobudo in stroške ter v navzočnosti njegovih prijateljev umetnikov ponovno pokopano v karmeličanski cerkvi v Antwerpnu.

## Delo
Brouwer je zapustil malo del, ki obsegajo približno 60 del. Podpisanih je le nekaj njegovih del, nobeno pa ni datirano. Ker so Brouwerja v svojem času na veliko kopirali, posnemali in mu sledili, je pripisovanje dela Brouwerju včasih negotovo ali sporno. Na primer, Kadilec (Louvre), ki prikazuje moškega, ki izdihava dim, medtem ko drži steklenico žgane pijače, je bil dolgo časa pripisan Brouwerju, zdaj pa je bil pripisan Brouwerjevemu privržencu in morda učencu Joosu van Craesbeecku.
Glavna Brouwerjeva tema so žanrski prizori s kmeti, vojaki in drugimi posamezniki 'nižjega razreda', ki se ukvarjajo s pitjem, kajenjem, igranjem kart ali kockanjem, pretepi itd., ki se pogosto dogajajo v gostilnah ali na podeželju. Brouwer je prispeval tudi k razvoju žanra tronijev, tj. študij glave ali obraza, ki raziskujejo različne izraze. V zadnjih letih svoje kariere je ustvaril nekaj krajin. Brouwerjeve kompozicije so skoraj vse izvedene v majhnem formatu.
Na Brouwerja je vplival Dirck Hals, žanrski slikar, ki je deloval v Haarlemu. Brouwerjevega slogovnega razvoja ni mogoče z gotovostjo izslediti. Slike v svetlih naravnih barvah naj bi bile naslikane v 1620-ih. Okrog leta 1630 je Brouwerjeva paleta začela kazati močno naklonjenost rjavim, sivim in zelenim barvam. Slikar je slikal svobodno, skicozno in barvo nanašal tanko.

### Žanrski prizori
V svojih žanrskih prizorih je Brouwer upodabljal kmete, vojake in druge posameznike 'nižjega razreda', ki se pogosto dogajajo v gostilnah ali na podeželju. Pogosto se zdi, da je edini namen njegovih kompozicij predstavljanje bistva razvade.
Še vedno je sporno, ali je nameraval prenesti kakršno koli moralno sporočilo. Zdi se, da se je postopoma bolj osredotočil na izraze svojih subjektov, ki prehajajo skozi čustva bolečine, jeze, gnusa in veselja. To je še posebej jasno na njegovih številnih slikah krčmarskih pretepov, kot je Prepir med kmeti in Igralci kart se pretepajo (oboje v Stari pinakoteki v Münchnu). Te kompozicije prikazujejo, kako se bes v različnih stopnjah odraža v obraznih izrazih oseb, ki se prepirajo. Zdi se, da Brouwer ne obsoja teh izbruhov jeze kot krščanskega greha, temveč kot izraz pomanjkanja samokontrole. To stališče je morda izhajalo iz etičnih idej Lucija Aneja Senekae, ki jih je kot neostoizem oblikoval Justus Lipsius in so bile splošno sprejete v humanističnem krogu Antwerpna, katerega del je bil tudi Brouwer.

### Portreti in troniji
Adriaen Brouwer velja za pomembnega inovatorja portretnega slikarstva, vidnega žanra v nizozemski umetnosti.
Njegov najbolj znan skupinski portret je postavljen v gostilni in se imenuje Kadilci (okoli 1636, Metropolitanski muzej umetnosti v New Yorku). Kljub sodobnemu naslovu je prizor skupinski portret kolegov umetnikov Adriaena Brouwerja, ki so živeli v Antwerpnu. Vsi niso bili z gotovostjo identificirani. Brouwer je druga figura na levi, ki je obrnjena proti gledalcu. Ima široko odprte oči, v desni roki drži vrč piva in puha dim iz pipe. Figura na skrajni desni je bila identificirana kot Jan Davidsz de Heem. Drugi umetniki niso bili z gotovostjo identificirani, vendar se domneva, da je Jan Lievens oseba na skrajni levi, Joos van Craesbeeck oseba na sredini in Jan Cossiers druga oseba na desni. Ta skupinski portret sodi v tip 'prijateljskega portreta'. Podobne prijateljske portrete, ki vključujejo avtoportret, sta že prej ustvarila Rubens v svojem vtoportretu v krogu prijateljev iz Mantove in Simon de Vos v svojem skupinskem portretu z Johanom Geerlofom in Janom Cossiersom, imenovanem Srečanje kadilcev in pivcev. Medtem ko sta bila zadnja dva prijateljska portreta dokaj običajna, je Brouwer v Kadilcih tip inoviral. To je dosegel z razširitvijo portretov na celopostavne portrete, postavitvijo v gostilno, ekspresivnostjo obrazov ter brezbrižno držo in oblačenjem gostov. Dinamičnost kompozicije približuje skupinski portret bližje Brouwerjevim krčmarskim prizorom kot pa sodobnim portretnim slikam. Portret Kadilci sodi tudi v žanr »razuzdanih« umetniških portretov, ki so se uveljavili v nizozemskem in flamskem žanrskem slikarstvu v 17. stoletju. Žanr je bil inverzija renesančnega ideala pictor doctus: umetnik kot intelektualec in gentleman. Ta ideal je nadomestil nov model izgubljenega umetnika, ki ga odlikujeta njegov ustvarjalni navdih in talent. Ti (avto)portreti so poudarjali umetnikovo razpuščenost z ustvarjanjem asociacij na tradicionalne moralne teme, kot so Pet čutov, Sedem smrtnih grehov in Izgubljeni sin v krčmi. V Kadilcih je Bouwers upodobil čut za okus.
Brouwer je imel pomembno vlogo pri razvoju žanra tronie. Izraz tronie se običajno nanaša na študije figur, ki niso namenjene upodabljanju določljive osebe, temveč raziskovanju različnih izrazov. Kot takšni troniji so oblika žanrskega slikarstva v portretnem formatu. Adriaen Brouwer je prispeval k žanru, saj je imel talent za izražanje. Njegovo delo je dalo obraz nižjim slojem, tako da je njihove podobe prepojil s prepoznavnimi in živo izraženimi človeškimi čustvi – jezo, veseljem, bolečino in užitkom. Njegova Mladenič se pači (ok. 1632/1635, Narodna galerija) prikazuje mladeniča s satirično in posmehljivo gesto, ki ga počloveči, pa naj bo še tako nepovabljen. Brouwerjev močan nanos barve v tej kompoziciji z njegovimi značilnimi kratkimi, nemoduliranimi potezami čopiča poveča dramatičen učinek.
Žanrski slikarji so se pogosto vračali k stari temi alegorije petih čutov in ustvarili serije tronijev, ki prikazujejo pet čutov ali sedem smrtnih grehov. Tudi Brouwer je naslikal številne žanrske portrete, ki predstavljajo pet čutov ali sedem smrtnih grehov. Primer je slika z naslovom Debeli mož ali Luxuria (Mauritshuis), za katero se domneva, da je portret Paulusa Pontiusa in tudi prikaz smrtnega greha poželenja (luxuria v latinščini).

### Pokrajine
Brouwer je poleg podeželskih prizorov naslikal nekaj poznih krajin. So atmosferični in naslikani z ohlapnim pridihom. Te krajine so vplivale na druge krajinske slikarje, kot je Lodewijk de Vadder, čigar Obsežna pokrajina sipin s popotniki in psom na poti ob zalivu jasno črpa navdih iz Brouwerjeve Pokrajine sipin ob mesečini (Gemäldegalerie, Berlin).

## Vpliv
Brouwer je vplival na veliko flamskih in nizozemskih slikarjev, vključno z Adriaenom van Ostadejem in njegovim bratom Isakom, Cornelisom Saftlevenom, Davidom Teniersom mlajšim, Joosom van Craesbeeckom, Davidom Ryckaertom, Gillisom van Tilborchom, Mattheusom van Helmontom, Hendrikom Martenszoonom Sorghom, Horatiusom Bollongierjem, Giacomom Francesco Cipper, Daniël Boone in Joseph Danhauser.

## V literaturi
V Fisher's Drawing Room Scrap Book, 1837, je Letitia Elizabeth Landon objavila pesem z naslovom Nizozemska notranjost, ki temelji na Brouwerjevi sliki Kmetje kartajo v gostilni.